# Чезаријело (Казерта)
Чезаријело је насеље у Италији у округу Казерта, региону Кампанија.
Према процени из 2011. у насељу је живело 260 становника. Насеље се налази на надморској висини од 83 м.